# صحافة بطيئة
الصحافة البطيئة هي ثقافة فرعية إخبارية نتجت عن الإحباط من جودة الصحافة السائدة. 
استمرارًا للحركة "البطيئة" الأكبر، تشترك الصحافة البطيئة في نفس القيم مثل المجموعات البطيئة الأخرى للحركة "البطيئة" في جهودها لإنتاج منتج جيد ونظيف وعادل. ظهرت عناوين متخصصة في جميع أنحاء العالم وتعلن أنها مضادات لوسائل الإعلام السائدة "المليئة بالاطلاع على النشرات الصحفية التي أعيد طبعها، والنقاد المتقلب، والهراء الإعلاني و"الضبابية". بدلاً من ذلك، تميل الصحافة البطيئة إلى التركيز على التقارير الطويلة والتحقيقات المتعمقة.
في عام 2011، كتب البروفيسور بيتر لوفر "Slow News: A Manifesto for Critical News Consumer"، الذي نشرته مطبعة جامعة ولاية أوريغون. في أغسطس 2018، كتبت جنيفر راوخ، المربية والباحثة التي تركز على وسائل الإعلام البديلة، والنشاط الإعلامي والثقافة الشعبية، كتاب "Slow Media: Why Slow is Satisfisfly"، الذي نشرته مطبعة جامعة أكسفورد.
في مارس 2019، كتب دانييل نالبون (صحفي إيطالي) وألبرتو بوليافيتو (صحفي إيطالي وكاتب ومدير ورئيس تحرير الصحيفة الرقمية الإيطالية)، كتاب Slow Journalism - Chi ha ucciso il giornalismo؟، الذي نشرته  فاندانغو ليبري.

## عناوين للصحافة البطيئة
- 24h01, Belgium
- De Correspondent، هولندا
- Delayed Gratification، بريطانيا
- ProPublica، الولايات المتحدة الأمريكية